# Karl Öhman
Karl Öhman, född 1802, död 1872, han var en finländsk orgelbyggare. 

## Biografi
Öhman arbetade som murare och var självlärd hantverkare från Saltvik, Åland. Han byggde minst fem små orgelverk.

## Orgelverk
- Geta kyrka
- 1880 - Finström Bamböle, hemorgel
- 1860 - Finström Godby, Ålands museum, hemorgel